# Stefan Wisniewski
Stefan Werner Wisniewski (* 8. April 1953 in Klosterreichenbach bei Freudenstadt) ist ein ehemaliges Mitglied der Rote Armee Fraktion (RAF). 1981 wurde er wegen Mordes, erpresserischen Menschenraubs in Tateinheit mit Geiselnahme, räuberischer Erpressung, Nötigung eines Verfassungsorgans und der Mitgliedschaft in einer terroristischen Vereinigung – der RAF – zu zweimal lebenslanger Freiheitsstrafe verurteilt und 1999 auf Bewährung entlassen.

## Leben

### Jugend, Ausbildung und Berufstätigkeit
Stefan Wisniewski wurde als Sohn des während des Zweiten Weltkrieges nach Deutschland verschleppten, aus Kutno (Polen) stammenden Zwangsarbeiters Stanisław Wisniewski und dessen deutscher Frau Gisela in Klosterreichenbach geboren. Er brach eine im August 1968 begonnene Lehre als Elektroinstallateur in Baiersbronn bald ab und arbeitete als Maschinist zur See. 1969/1970 erfolgte eine Unterbringung in einem Heim wegen Erziehungsschwierigkeiten.
1974 beteiligte er sich an der Besetzung des Hamburger Büros von Amnesty International, ein Jahr später an der Geiselnahme von Stockholm in der Botschaft der Bundesrepublik Deutschland. Ziel war die Freipressung von 26 inhaftierten Mitgliedern der RAF.

### Beteiligung am Mord an Hanns Martin Schleyer
Während des „Deutschen Herbstes“ 1977 war er an der Entführung und Ermordung des Arbeitgeberpräsidenten Hanns Martin Schleyer beteiligt. Am 11. Mai 1978 wurde Wisniewski am Flughafen Paris-Orly festgenommen und an die Bundesrepublik ausgeliefert. Nach einem langen Prozess wurde er vom Oberlandesgericht Düsseldorf am 4. Dezember 1981 wegen Mordes, erpresserischen Menschenraubs in Tateinheit mit Geiselnahme, räuberischer Erpressung, Nötigung eines Verfassungsorgans und der Mitgliedschaft in einer terroristischen Vereinigung zu zweimal lebenslanger Freiheitsstrafe verurteilt. Am 1. März 1999 wurde die Haftstrafe unter Auflagen zur Bewährung ausgesetzt und Wisniewski aus der Justizvollzugsanstalt Euskirchen entlassen.
In einer ARD-Reportage zum 30. Jahrestag der Entführung Schleyers sagte Peter-Jürgen Boock 2007 aus, ihm sei erzählt worden, Wisniewski habe zusammen mit Rolf Heißler die Todesschüsse auf Schleyer abgefeuert. Die Bundesanwaltschaft ging lange davon aus, dass neben Wisniewski Rolf Clemens Wagner an der Ermordung Schleyers beteiligt war. Von den seinerzeit unmittelbar an der Ermordung Schleyers beteiligten RAF-Mitgliedern hat sich bis heute niemand über den konkreten Tathergang oder die Fahrt mit der Geisel von Brüssel über die belgisch-französische Grenze geäußert. In dem preisgekrönten Dokumentarfilm Schleyer (2003) von Lutz Hachmeister äußerte Wisniewski lediglich: „In dieser Situation hätten wir es als ungerecht empfunden, wenn nach all dem er, der nie für seine Nazizeit bezahlt und Rechenschaft abgelegt hatte – wenn gerade er freikommt.“

### Angebliche Beteiligung am Buback-Mord
Der Spiegel berichtete in seiner Online-Ausgabe am 21. April 2007, dass das frühere RAF-Mitglied Verena Becker bereits Anfang der 1980er Jahre Wisniewski als Mörder von Siegfried Buback genannt habe, was von Boock später bestätigt worden sei. Demgegenüber weist Heribert Prantl von der Süddeutschen Zeitung in deren Online-Ausgabe am 23. April 2007 darauf hin, dass keinerlei kriminaltechnische Beweise vorliegen und dass darüber hinaus Boock im Bundeskriminalamt (BKA) als unglaubwürdig gelte. Wisniewski hat gegenüber den Behörden nie ausgesagt. Am 25. April 2007 leitete Generalbundesanwältin Monika Harms ein Ermittlungsverfahren gegen Wisniewski ein. Am 8. April 2010 wurde überdies Becker wegen des Verdachts einer Beteiligung am Mordanschlag auf Buback und seine beiden Begleiter angeklagt. Am 27. September 2010 meldete Spiegel Online, dass entsprechend den Angaben der ehemaligen RAF-Mitglieder Silke Maier-Witt und Boock – in einem Interview mit Spiegel TV – Wisniewski der Mörder Bubacks sei. Gegenüber Welt Online dementierte Maier-Witt aber, dies gesagt zu haben.
Seit seiner Haftentlassung 1999 lebt Stefan Wisniewski in Köln.

## Publikation
- Stefan Wisniewski: Wir waren so unheimlich konsequent... Ein Gespräch zur Geschichte der RAF. ID-Verlag, Berlin 1997, ISBN 3-89408-074-4.